# 224e brigade volante
La 224e brigade volante (en russe : 224 Летный отряд, en anglais 224 Flight Unit) est une compagnie aérienne russe détenue à 100 % par une filiale du ministère de la défense.
En 2011, la société exploite 14 Iliouchine Il-76 et deux Antonov An-124-100 stationnant sur une base aérienne à Tver qui appartiennent à l'armée de l'air russe et qui les met à disposition de clients tiers par l'intermédiaire de cette structure.
|  |  |